# Kees Kievit
Kees Kievit   (Best, 5 de juny de 1931 - 29 de juliol de 2020) és un nedador neerlandès, ja retirat, especialista en esquena, que va competir durant les dècades de 1940 i 1950.
El 1948 va prendre part en els Jocs Olímpics d'Estiu de Londres, on va quedar eliminat en semifinals en els 100 metres esquena del programa de natació.
En el seu palmarès destaca una medalla de plata al Campionat d'Europa de natació de 1950 i quatre campionats nacionals entre 1948 i 1951. També establí dotze rècords nacionals en els 100 i 200 metres esquena.